# شوالیه بیل
شوالیه بیل (انگلیسی: Shovel Knight) یک بازی گرافیک دوبعدی می باشد که در سال 2014 برای مایکروسافت ویندوز، نینتندو ۳دی‌اس، نینتندو سوئیچ، پلی‌استیشن ۳، پلی‌استیشن ۴ و اکس‌باکس وان منتشر شد. 